# Radio Block Centre

Das RBC in ETCS Level 2 (Variante ohne Lichtsignale)

Das Radio Block Centre (RBC, deutsch ETCS-Streckenzentrale) ist eine wesentliche Komponente des European Train Control System (ETCS) in den Leveln 2 und 3. Seine Aufgabe ist das Führen und die Überwachung der Züge in seinem Bereich. Die dafür notwendigen Informationen erhält sie vom Stellwerk und vom Zug (über Position Reports) und erzeugt damit ETCS-Fahrterlaubnisse, die sie per Funk (i. d. R. GSM-R) an den Zug sendet.
RBCs werden von Alstom, AŽD Praha, Bombardier, Hitachi (ehemals Ansaldo und Thales) und Siemens (ehemals Invensys; „Trainguard“) angeboten.

## Hardware

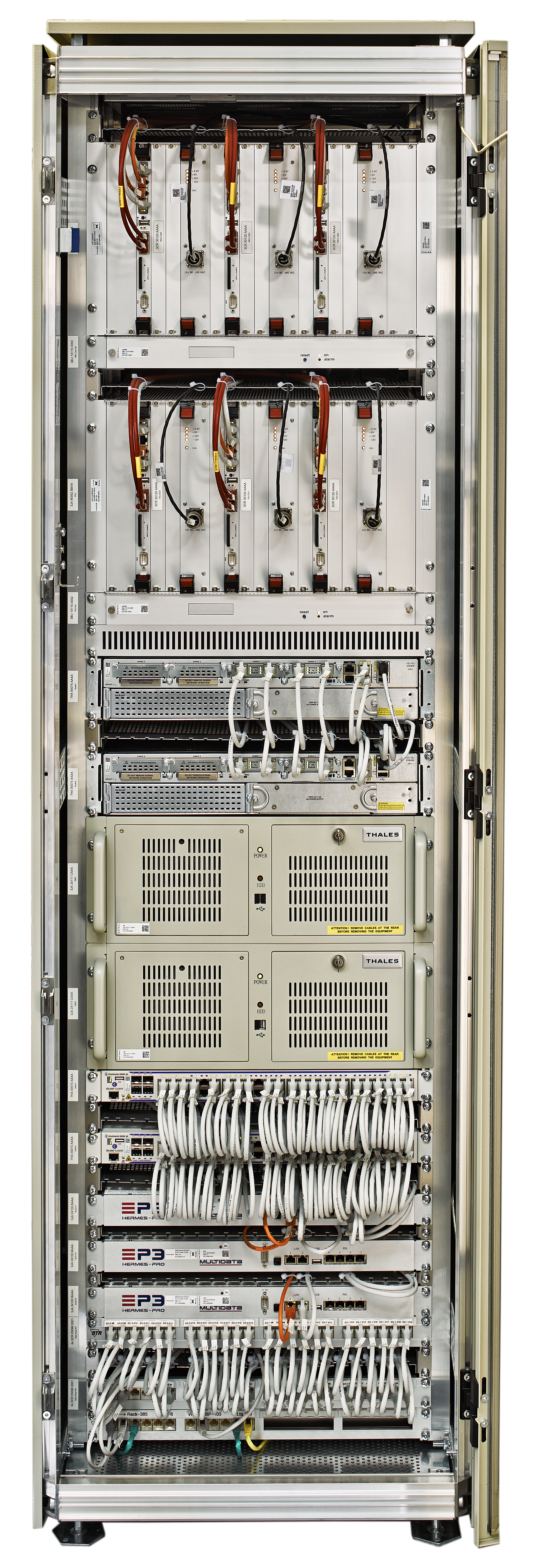
Eine ETCS-Streckenzentrale

Die ETCS-Streckenzentralen der verschiedenen Hersteller sind unterschiedlich aufgebaut, basieren aber auf demselben Grundkonzept. Ein „sicherer Rechner“ führt alle sicherheitsrelevanten Funktionen aus. Er ist mit weiteren Rechnern über ein lokales Netzwerk verbunden. Diese dienen der Bedienung der ETCS-Streckenzentrale, als Protokollkonverter und der Speicherung von Diagnoseinformationen und juristischen relevanten Daten (Blackbox). Am Beispiel des RBC der Firma Thales ist dieser Aufbau zu erkennen:
- Der RBC Core ist der sichere Rechner (2v3-Rechner) (zukünftig 2x2v2-Rechner[3]) für die Funktionen der ETCS-Streckenzentrale.
- Die Protocol Conversion Unit ist ein sicherer Rechner (2v3-Rechner) zur Konvertierung des Stellwerksprotokolls in das RBC-interne Protokoll.
- Die redundanten IP-Router sind die Schnittstelle der ETCS-Streckenzentrale mit der Außenwelt.
- Die Operation and Maintenance Server (1v2-Rechner) sammelt Diagnosedaten und verteilt diese an angeschlossene Bedienplätze. Er sichert auch juristisch relevante Daten.
- Redundante LAN-Switches für die RBC-interne Kommunikation.
- Die Radio Communication System Server ist die Schnittstelle zum GSM-R-Netz.
- Das Patch Panel ist die physikalische Übergabeschnittstelle zu externen Systemen.

Des Weiteren sind in einem Schaltschrank mehrere Lüfter und ein Cabinet Supervision Modul zur Überwachung des Schaltschrankes vorhanden. Die gesamte Leistungsaufnahme beträgt ca. 1000 Watt.
Die Kosten der Hardware eines RBC, einschließlich Schulungsfunktionen, wurden in einer Veröffentlichung mit etwa einer halben Million Euro angegeben. In einer Untersuchung von 2021 rechnete die Deutsche Bahn mit Kosten von einer Million Euro, zuzüglich diverser Aufwendungen wie Projektierung, Netzwerk und zusätzlichem Platzbedarf.

## Funktionen
Gängige Funktionen von ETCS-Streckenzentralen, die in vielen Ländern ähnlich umgesetzt werden, sind beispielsweise:
- Erzeugung von Fahrterlaubnissen
- Aufnahme eines Zuges innerhalb eines ETCS-Streckenzentralenbereichs
- Aufnahme eines Zuges, bei der Einfahrt in Bereich der ETCS-Streckenzentrale
- Übergabe eines Zuges an eine Nachbarzentrale
- Ausfahrt eines Zuges aus dem Streckenzentralenbereich
- Fahren in verschiedenen ETCS-Modi, beispielsweise Full Supervision (FS), On Sight (OS), Staff Responsible (SR), Shunting (SH) oder Reversing (RV)
- Bereitstellung von Verkettungsinformationen
- Wechsel zwischen unterschiedlichen ETCS-Modi.
- Ankündigen eines Funklochs (Radio Hole)
- Auswerten von potentiell gefährlichen Situationen und Kommandieren von Nothalten
- Erstzuweisung eines Fahrwegs zu einem Zug
- Verfolgen des Zuges
- Erfassung von Diagnoseinformationen (z. B. Hinweise auf fehlende Balisen von den Zügen)
- Einrichten von temporären Langsamfahrstellen
- Züge stärken und schwächen (Joining and Splitting)
- Senden der nationalen Werte zum Zug
- Überwachung der Funkverbindung
- Festlegen der Sicherheitsreaktionen bei bestimmten Fehlsituationen auf dem Zug
- Haltfallbewertung

Die von einer ETCS-Streckenzentrale beherrschten Funktionen richten sich neben der europäischen ETCS-Spezifikation maßgeblich nach den Anforderungen des Betreibers. So ist die Art der Implementierung stark von den betrieblichen Anforderungen geprägt. Beispielsweise ist der ETCS-Mode „Reversing“ bislang nur in der Schweiz umgesetzt, die in anderen Ländern verwendete RBC-Software verwendet diese Funktion nicht. Neben den oben aufgeführten Funktionen werden noch viele weitere Funktionen verwendet, die ein entsprechend dem Betreiberlastenheft gewünschten Betrieb ermöglichen.

## Schnittstellen und Normierung
Funktionen, Bedienoberflächen und Systemarchitektur der ETCS-Zentralen sind nicht vereinheitlicht und unterliegen einer Vielzahl von nationalen Besonderheiten. So wurde die Bedienung bei manchen Bahnen vollständig in vorhandene Stellwerksoberflächen integriert, während andere vollständig getrennte Bedienoberflächen verwenden und bestimmte RBC-Informationen (z. B. Position und Geschwindigkeit von Zügen) ausblenden. Auch die Schnittstellen zwischen Stellwerken und ETCS-Zentralen sind landesspezifisch.
Während sowohl die Funkschnittstelle zu den Zügen als auch die Schnittstelle zwischen zwei benachbarten Streckenzentralen über die ETCS-Spezifikation festgelegt sind, können sich die Schnittstelle zu den Stellwerken und zum Bediener der Streckenzentrale je nach Hersteller und Land unterscheiden.
- RBC-OBU (On-Board-Unit bzw. Fahrzeug)
  - Subset-26 Kapitel 7 „System Requirements Specification ERTMS/ETCS language“,
  - Subset-26 Kapitel 8 „System Requirements Specification Messages“,
  - Subset-37 „Euroradio“
- RBC-RBC
  - Subset-039 „FIS for the RBC/RBC handover“,
  - Subset-098 „RBC-RBC SAFE Communication Interface“
- RBC-Stellwerk (national)
  - Deutschland: SAHARA/H3-SZS (H3-Standard-Zugsicherungsschnittstelle) oder RaSTA/SCI-RBC (Rail Safe Transport Application)
- RBC-Bediener (national)
  - Deutschland: SBS (Standard-Bedienschnittstelle)

Die Funktion der ETCS-Streckenzentralen selbst ist europäisch nicht detailliert spezifiziert. Es sind zwar verschiedene Konzepte, Betriebsmodi und Szenarien definiert (Subset-026) jedoch keine Details, wann welcher ETCS-Mode angewendet werden soll oder wie bestimmte Betriebsszenarien umgesetzt werden. Daher muss jeder Streckenbetreiber die betrieblichen Abläufe unter ETCS-Führung definieren und diese betrieblichen Abläufe in betrieblich-technische Anforderungen an die Streckenzentralen umsetzen. Diese liegen meist in Form von betrieblich-technischen Lastenheften vor, auf deren Basis die Hersteller ihre technische Anforderungsspezifikation erstellen, die sie technisch realisieren. Aus diesem Grund gibt es keine einheitliche Funktion von ETCS-Streckenzentralen, sondern diese unterscheiden sich von Betreiber zu Betreiber und teilweise auch von Strecke zu Strecke.
ETCS-Streckenzentralen werden üblicherweise an elektronische Stellwerke angeschlossen. Es besteht jedoch die Möglichkeit, diese an jede Stellwerksbauart anzuschließen, welche die für die Fahrterlaubnisgenerierung erforderliche Information bereitstellt. Im Wesentlichen sind dies Signalbegriffe und Weichenlagen. Für Relaisstellwerke existieren Protokollkonverter, welche die Informationen über freie Kontakte an den Relaisgestellen abgreifen und diese in für die ETCS-Streckenzentrale verständliche Telegramme wandeln. Für mechanische und elektromechanische Stellwerke sind derzeit keine Protokollkonverter bekannt, theoretisch aber möglich. Da bei diesen Stellwerksbauformen auch Blockeinrichtungen vorhanden sein können, die die Signalinformation nicht an einem zentralen Punkt zur Verfügung stellen, ist der Aufwand, diese Informationen bereitzustellen, erheblich. Daher wird man bei mechanischen und elektromechanischen Stellwerken bei einer ETCS-Ertüchtigung der Strecke wahrscheinlich ETCS Level 1 einrichten, da dies der technisch einfachere und günstigere Weg ist.
Die Bedienung einer ETCS-Streckenzentrale umfasst im Wesentlichen zwei Teile, die Bedienung der Streckenzentrale durch den zuständigen Fahrdienstleiter (Fdl) und den Wartungszugang. Der Wartungszugang ermöglicht das Abrufen und Sichern von Störungsmeldungen und Logfiles, das Aufspielen und Aktualisieren von Software sowie Konfigurationen und das Neustarten der Streckenzentrale. Die Bedienung durch den Fahrdienstleiter dient im Wesentlichen dazu, temporäre Daten in die Streckenzentrale einzugeben, abzufragen oder zu aktivieren. Dies beinhaltet Langsamfahrstellen (auch zugkategoriebezogen), temporäre ETCS-Ausstiege, Nothalte und Textnachrichten an die Triebfahrzeugführer. Die Bedienoberflächen erlauben auch das Verfolgen von Zügen. Die Aktualisierungsraten sind dabei höher als bei den Stellwerksbedienoberflächen, die ihre Informationen nur über die Gleisbelegungsmeldungen erhalten. Die Bedienkonzepte für die Streckenzentralen sind je nach Land stark unterschiedlich. In einigen Ländern darf der Fahrdienstleiter keine Bedienungen an der ETCS-Streckenzentrale durchführen, in den meisten Ländern ist die Funktion eingeschränkt (z. B. darf ein Fahrdienstleiter eine Streckenzentrale nicht neu starten). In vielen Ländern ist für eine ETCS-Streckenzentrale ein bestimmter Fahrdienstleiter zuständig es gibt jedoch auch die Möglichkeit, dass mehrere Fahrdienstleiter ein Streckenzentrale bedienen und jeder für seinen Bereich zuständig ist. Hierbei gibt es Überlappungsbereiche an den Grenzen der Stellbezirke, die in Kooperation zwischen den Fahrdienstleitern bearbeitet werden müssen.

## Planung und Projektierung
Neben den grundlegenden betrieblich-technischen Lastenheften der einzelnen Betreiber und den vorzusehenden Schnittstellen wird für jede ETCS-Streckenzentrale ein individuelles Abbild der Infrastruktur in seinem Bereich erstellt. Dazu zählen Signal-, Weichen-, Balisenstandorte, Geschwindigkeiten und Höhenverläufe (Gradienten), aber auch besondere Infrastrukturbereiche (Track Conditions, z. B. Oberstrombegrenzungen, Bahnsteige oder bekannte Funklöcher).
Der Betreiber übergibt diese Informationen als Planteil 1 dem Hersteller in Form von Plänen und Tabellen. Darauf aufbauend erstellt der Hersteller der Streckenzentrale eine auf die jeweilige Infrastruktur und herstellerspezifische Besonderheiten zugeschnittene Projektierung (Planteil 2). Diese RBC-spezifische Projektierung wird zusammen mit der generischen Anwendungssoftware auf den Rechnern der Streckenzentrale installiert. Das Format und die Datenstrukturen einer Projektierung sind europäisch nicht genormt und daher je nach Hersteller unterschiedlich.
Daneben können kurzzeitige Infrastruktureinschränkungen, wie Geschwindigkeitseinschränkungen, Baumaßnahmen, temporäre ETCS-Ausstiege, Funklöcher, Benachrichtigungen an den Lokführer, hinterlegt werden. Wie auch bei der festen Projektierung ist sicherzustellen, dass bei einem Neustart der Streckenzentrale diese Einschränkungen bis zum definierten Ende ihrer Gültigkeit bzw. der aktiven Aufhebung durch den Bediener aktiv bleiben.

## Testen
ETCS-Level-2/3-Systeme sind hoch komplexe Systeme, deren korrekte Funktion nur durch entsprechende Analysen und Tests nachgewiesen werden kann. Die Normen EN 50128 für Software und EN 50129 für Hardware und Systeme bilden hierfür die Grundlagen. Die ETCS-Streckenzentralen werden nach diesen Normen entwickelt und getestet. Zusätzlich müssen für die EG-Konformitätsbescheinigung einer ETCS-Streckenzentrale auch die Testfälle, welche in Subset–76 definiert sind, erfolgreich ausgeführt worden sein. Das Subset-076 ist jedoch stark fahrzeuglastig, so dass auch bei Ausführung des Subsets-76 die streckenseitige Funktion nicht vollständig getestet ist. Die Hersteller der Streckenzentralen versuchen dieses durch eigene Testfälle auszugleichen. Hierbei kommt es zu unterschiedlichen Auslegungen der ETCS-Spezifikation, so dass jeder Hersteller etwas unterschiedliche Testfälle implementiert und dementsprechend die Streckenzentralen unterschiedliches Systemverhalten aufzeigen. Wird ein solches unterschiedliches Verhalten bekannt, so wird innerhalb von UNISIG dieser Sachverhalt geklärt und über einen CR (Change Request) die Spezifikation angepasst bzw. präzisiert.
Nachdem die Komponenten eine Konformitätsbescheinigung/-erklärung haben, können sie innerhalb der EU in Verkehr gebracht werden. In der Regel werden zunächst Prototypen (Erstanwendungen) aufgebaut und es werden Integrationstests durchgeführt, um eine ETCS-Streckenzentrale in Betrieb zu nehmen. Hierbei wird zunächst die Zentrale vor Ort aufgebaut und an die Energieversorgung bzw. unterbrechungsfreie Stromversorgung angeschlossen. Parallel dazu werden die Balisen auf der Strecke eingebaut. Der nächste Schritt ist die Verbindung mit den Stellwerken. Hierbei werden die Telegrammübertragung und die korrekte Konfiguration der übertragenen Elemente zwischen Stellwerken und Streckenzentrale (Signale, Weichen, Geleisbelegung, Fahrstraßen usw.) geprüft. Der nächste Schritt ist der Anschluss der ETCS-Streckenzentrale an das GSM-Netz. Danach werden Testschlüssel für Testfahrzeuge in der Streckenzentrale hinterlegt, mit dem die ersten Testfahrten auf der Strecke durchgeführt werden können. Bei einer Erstanwendung wird eine Systemvalidation in Zusammenarbeit mit dem Betreiber durchgeführt. Nach erfolgreicher Abnahme der Strecke bzw. bei einer Erstanwendung erfolgreicher Systemvalidation, werden die Schlüssel für die ETCS-Fahrzeuge hinterlegt und die Strecke für den ETCS-Betrieb freigegeben. Dafür wird eine EG-Prüferklärung durch eine Benannte Stelle ausgestellt und durch die nationale Zulassungsbehörde eine Inbetriebnahme-Genehmigung erteilt.

## Sicherheit
ETCS-Streckenzentralen müssen ein sehr hohes Sicherheitsniveau gewährleisten. Das einzuhaltende Sicherheitsziel für die Fahrweg- und Geschwindigkeitsüberwachung von ETCS ist in der TSI festgelegt:
„For the hazard ‘exceeding speed and/or distance limits advised to ETCS’ the tolerable rate (THR) is 10−9h−1 for random failures, for on-board ETCS and for trackside ETCS.“
(Zufällige Fehler, die eine Überschreitung von zulässigen Geschwindigkeiten und Längen zur Folge haben, dürfen in ETCS strecken- und fahrzeugseitig nicht häufiger als einmal je einer Milliarde Stunden auftreten.)
In Subset-91 ist dieser Zielwert weiter heruntergebrochen:
„The hazard rate for the ETCS trackside system, less those parts forming part of the transmission system, shall be shown not to exceed THRTrackside=0.67*10−9 dangerous failures/hour“
(Gefährliche Fehler des streckenseitigen ETCS-Systems, ohne Berücksichtigung des Übertragungssystems, dürfen nicht häufiger als einmal je 1,5 Milliarden Stunden auftreten.)
Für die Funkübertragung der Fahrbefehle zum Zug gilt folgendes Sicherheitsziel:
„Corruption of radio message: The requirement for the non-trusted part of TR-EUR-H4 is that the non-trusted ETCS trackside radio transmission equipment shall respect the definition of non-trusted given in paragraph 5.1.1.6 and the THR of 1.0 *10−11 Dangerous failures per hour“
(Gefährliche Fehler im Übertragungssystem dürfen nicht häufiger als einmal je 100 Milliarden Stunden auftreten.)
Die Sicherheitsziele gelten für die im Subset-91 angenommene Referenzinfrastruktur und Betriebsparameter. Wird von dieser abgewichen, so müssen die Sicherheitsziele entsprechend angepasst werden. Mit diesen Vorgaben liegt das Sicherheitsziel für eine ETCS-Streckenzentrale oberhalb des SIL-4-Niveaus der EN 50129.

## Beispiel für betriebliche Abläufe in einer ETCS-Streckenzentrale
Ein Zug nähert sich der Grenze zu einem ETCS-Bereich. Er fährt über eine „Session balise group“. Von der Balisengruppe erhält das ETCS-Fahrzeuggerät die Rufnummer der Streckenzentrale, die ID des Streckenzentrale und ID der überfahrenen Balise. Es baut daraufhin eine Verbindung zur Streckenzentrale auf und meldet sich mit seiner OBU_ID an. Die Streckenzentrale empfängt vom führenden Fahrzeug die Zugdaten und seine Position in Referenz zur letzten überfahrenen Balisengruppe (Position Report, ETCS-Odometrie). Das Fahrzeuggerät erhält die nationalen Werte (über Balisen und/oder per Funk). Das Fahrzeuggerät meldet regelmäßig seine Position an die Streckenzentrale. Wenn sich das Fahrzeug der Grenze zum Bereich der Streckenzentrale nähert, sendet sie dem Fahrzeug die Streckenbeschreibung (Track Description) und eine ETCS-Fahrterlaubnis (Movement-Authority). Die Streckenzentrale kündigt dem Zug die Level-Transition an der Grenze an. An der Grenze wechselt der Zug dann nach ETCS Level 2/3. (Dies kann auch durch eine Level-Tranistion-Balise-Group initiiert werden.) Das ETCS-Fahrzeuggerät schaltet bei der Einfahrt die Führerstandanzeigen nach ETCS und der Triebfahrzeugführer bekommt die Führungsgrößen der Führerraumsignalisierung aufgeblendet. Immer, wenn der Zug sich dem Ende seiner Movement-Authority nähert, sendet das aktive ETCS-Fahrzeuggerät in einem zeitlichen Abstand vor dem Bremseinsatz eine Fahrterlaubnisanfrage (MA Request) an die Streckenzentrale. Sie ermittelt anhand der von den Stellwerken erhaltenen Fahrstraßeninformationen oder Weichen- und Signalinformationen den Fahrweg vor dem Zug. Ist die erforderliche Fahrstraße eingestellt und festgelegt, so übermittelt die Zentrale dem Zug die Track Description und eine ETCS-Fahrterlaubnis. Ist die Fahrstraße vollständig gesichert, wird eine Fahrterlaubnis für den Modus Full Supervision (FS) erteilt. Liegen dem Stellwerk oder der Streckenzentrale keine vollständigen oder gültigen Informationen über das Freisein des zu befahrenden Streckenabschnitts vor, so kann die Streckenzentrale einen Auftrag zum Fahren auf Sicht (On Sight-MA, OS-MA) erteilen. Sollte der Streckenzentrale keine gültigen oder aktuellen Daten über die Zugposition vorliegen, so kann sie Triebfahrzeugführerverantwortung (Staff Responsible, SR) kommandieren. Dies setzt sich weiter fort, bis das Ende des Bereichs der Streckenzentrale erreicht wird. Dort erhält der Zug von der Zentrale eine Level-Transition Order zum jeweiligen Level nach der Streckenzentralengrenze. Die ETCS-Fahrterlaubnis deckt den Bereich des Wechsels noch ab. Alternativ erteilt die Streckenzentrale eine Fahrterlaubnis mit „Limit of Authority“ (LoA), welches den Zug am Ende diese Fahrterlaubnis mit einer Geschwindigkeit > 0 entlässt.

## Leistungsfähigkeit
Die Leistungsfähigkeit einer ETCS-Streckenzentrale hängt im Wesentlichen von ihrer Rechenleistung und der Datenübertragungsrate der Netzwerke ab. Heutige Streckenzentralen können ca. zehn Stellwerksschnittstellen verwalten und damit 120 Züge führen. Die Stellwerke werden in der Regel über ein IP-Netzwerk mit der Streckenzentrale verbunden. Die verfügbare Bandbreite ist hier relativ hoch, so dass die Grenze durch die Rechenleistung der Streckenzentrale begrenzt wird. Die Grenze ist dadurch definiert, dass die Streckenzentrale auf Änderungen der Stellwerkselemente (Weichen und Signale) innerhalb einer bestimmten Zeit reagieren muss (Echtzeitanforderung). Andererseits ist die verfügbare Rechenleistung derart angestiegen, dass im Sinne eines Regelkreises auch die Meldezeiten von den Sensoren an der Strecke über die Stellwerke zur Zentrale eine Rolle spielen.
Die andere Grenze setzt die Datenübertragung des Netzwerks zwischen Streckenzentrale und Zug. Die ETCS-Streckenzentrale wird dabei mit dem GSM-R-Netz über S2M-Schnittstellen verbunden. Jede dieser Schnittstellen stellt 30 unabhängige Übertragungskanäle zur Verfügung, wobei jeder Kanal einer Festverbindung des Funknetzes (CSD) zu jeweils einem Fahrzeug entspricht. Daher wird die Leistungsfähigkeit einer ETCS-Streckenzentrale oft in 30er-Schritten angegeben. Aus Verfügbarkeitsgründen wird in der Regel immer eine S2M-Schnittstelle mehr verwendet, als für die maximale Zuganzahl nötig wäre, so dass es bei einem Ausfall einer Leitung zu keiner Beeinträchtigung des Zugverkehrs kommt. Ein ETCS-Fahrzeuggerät ist in der Regel über Sende-Empfangs-Einheiten (EDOR) für GSM-R angebunden.
Vereinzelt kommt bereits im Funknetz paketvermittelte Datenübertragung mittels GPRS zum Einsatz, welches mit GSM-R Baseline 1 standardisiert wurde. Damit können je GSM-R-Kanal mehr Züge geführt werden. Mit dieser Erweiterung kann auch die ETCS-Streckenzentrale mit IP-Netzwerk an das GSM-R-Netz angekoppelt werden, wodurch eine Leistungssteigerung und Vereinfachung der Netzwerktechnik verbunden ist. Abweichend von der ETCS-Spezifikation sind grundsätzlich auch andere Trägersysteme (z. B. TETRA, LTE) möglich.
ETCS-Zentralen im Bereich der Deutschen Bahn müssen mindestens 60 ETCS-geführte Züge gleichzeitig verwalten bzw. führen können. Die Verarbeitungszeit der ETCS-Streckenzentrale zur Erzeugung einer Fahrterlaubnis liegt in der Größenordnung von 0,5 bis 2,5 Sekunden.

## Weiterentwicklungen
Es gibt heute schon funktionierende und in Betrieb befindliche ETCS-Anlagen. Diese zeigen die Leistungsfähigkeit des Systems, jedoch sind die Möglichkeiten, die dieses System bietet, noch nicht vollständig ausgeschöpft. Durch eine zielgerichtete Weiterentwicklung des Systems kann die Leistungsfähigkeit noch gesteigert werden. Einige Ansätze hierfür gibt es schon. Zum Beispiel die strikte Aufhebung der Funktion Fahrwegsicherung im Stellwerk von der Zugsicherungsfunktion in der Streckenzentrale. So kann diese Flankenschutz geben, wenn sie sicherstellen kann, dass Züge in Flankenschutzräumen keine ETCS-Fahrterlaubnisse erhalten. Eine weitere Funktion ist das schnellere Auflösen von Fahrstraßen mit Hilfe der Streckenzentrale. Der Durchrutschteil einer Einfahrstraße kann aufgelöst werden, wenn der Zug zum Stillstand gekommen ist. Bisher werden derartige Durchrutschwege zeitverzögert aufgelöst. Zukünftig kann die ETCS-Streckenzentrale den Stillstand des Zuges an das Stellwerk melden. Diese Funktionen sind schon heute mit den europäischen Spezifikationen möglich. Weitere Funktionen benötigen die Erweiterung der Europäischen Spezifikationen. Derzeit wird ETCS als reines Sicherungssystem verwendet, welches die maximal zulässige Geschwindigkeit der Züge überwacht. Zukünftig könnte es beispielsweise auch Vorgaben für eine optimale Geschwindigkeit geben, so dass Züge nicht mehr auf langsamere Züge auffahren oder vor Einfahrsignalen von Bahnhöfen warten müssen, wenn die Bahnhofsgleise noch besetzt sind. Erste Ansätze hierzu gibt es schon, jedoch werden hierzu Textnachrichten an die Triebfahrzeugführer gesendet, was weniger effizient ist als die Integration in eine automatische Fahr- und Bremssteuerung.
Auch die Fahrdienstleiter können zukünftig durch ETCS unterstützt werden. Da die Streckenzentralen die Zugpositionen regelmäßig von den Zügen erhalten, können diese sehr präzise angezeigt werden. Hierdurch können Fahrdienstleiter schnell erkennen, wenn ein Zug außerplanmäßig zum Stillstand kommt oder mit zu geringer Geschwindigkeit unterwegs ist. Dies gibt ihnen die Möglichkeit, schneller auf Abweichungen im Betrieb zu reagieren.

## Fehler und betriebliche Auffälligkeiten
- Am 16. September 2002 kam es aufgrund eines Fehlers in einem der beiden Kommunikationsrechner einer ETCS-Streckenzentrale auf der ETCS-Versuchsstrecke Zofingen–Sempach zu einer Sicherheitsabschaltung dieser Zentrale. Die Beseitigung der Störung nahm 128 Minuten in Anspruch, zwölf Züge erhielten Verspätungen. Die Ursache lag in der Schnittstelle zwischen Streckenzentrale und Stellwerksinterface.[8] Insgesamt erwies sich die Streckenzentrale in den ersten Betriebswochen auf der Pilotstrecke als stabil, zahlreiche ETCS-Störungen hatten weitgehend andere Ursachen.[9]
- Am 16. Oktober 2007, während der Erprobungsphase des Lötschberg-Basistunnels „verlor“ eine Streckenzentrale vor dem Tunnel den Nothaltauftrag für einen Zug während dessen Levelwechsel von Level 0 nach Level 2 und erteilte stattdessen eine Fahrterlaubnis. Infolgedessen fuhr der Zug letztlich eine Weiche mit beweglicher Herzstückspitze am Nordportal des Tunnels auf. Es entstand ein Sachschaden von rund einer halben Million Schweizer Franken. Als Ursache wurde ein Softwarefehler erkannt, der zum Verlust eines Nothaltauftrages während des zwei bis drei Sekunden dauernden Anmeldevorgangs geführt hatte.[10] Der Fehler war Anfang 2008 behoben.[11]
- Am 25. Januar 2016 führte ein Stromausfall im Bahntechnikgebäude Bodio des Gotthard-Basistunnels zum Ausfall der vier ETCS-Streckenzentralen; beim Hochfahren fielen Sicherungen aus. Die damit verlorenen Standortdaten der Züge mussten entweder manuell erhoben oder die Strecke mit 30 km/h auf Sicht freigefahren werden.[12]
- Nach einem routinemäßigen Neustart einer ETCS-Streckenzentrale auf der Cambrian Line übermittelte das System seit längerer Zeit bestehende Langsamfahrstellen nicht mehr an die Fahrzeuge. Für den Fahrdienstleiter war der Fehler nicht erkennbar.[13] Infolgedessen wurde eine Langsamfahrstelle vor einem Bahnübergang nicht übermittelt, die notwendige Annäherungszeit unterschritten. Wie sich zeigte, entsprachen die dem Fahrdienstleiter angezeigten Langsamfahrstellen nicht den in der Streckenzentrale hinterlegten. Dafür fehlte ein klar definierter Mechanismus, die zu Grunde liegende Softwaredesigndokumentation wies Mängel auf.[14]
- Am 6. März 2018 fiel die ETCS-Streckenzentrale der Neubaustrecke Mattstetten–Rothrist aus. Fünf auf der Strecke befindliche Züge erhielten Verspätungen von bis zu 110 Minuten. Als Ursache wurde eine langsame Fahrt beim Levelwechsel am Streckenanfang festgestellt, die zu einer Notabschaltung führte. Zur Kompensation wurde in allen fünf Levelübergangsbereichen eine zusätzliche Balisengruppe eingebaut.[15]
- Bei Testfahrten im Rahmen der ETCS-Einführung in Dänemark fuhren am 16. Mai 2018 zwischen Kvissel und Sindal zwei Züge auf offener Strecke aufeinander zu und kamen mit 177 m Abstand voneinander durch eine Bremsung der beteiligten Lokführer zum Stillstand. Der Infrastrukturbetreiber Banedanmark bezeichnete den Vorfall als nicht sicherheitsrelevant – ETCS habe korrekt funktioniert und eine Kollision verhindert.[16]
- Am 18. September 2018 kam es zu einer Sicherheitsabschaltung der ETCS-Streckenzentrale der Neubaustrecke Mattstetten–Rothrist, nachdem ein Lösch- und Rettungszug auf der Rückfahrt von einem Einsatz ohne ETCS-Fahrzeuggerät an der Spitze fuhr und die von der Lokomotive am Zugschluss gemeldete Position nicht mit den Daten der Gleisfreimeldeanlage (Achszählabschnitt) übereinstimmte. Infolgedessen kam es zu einer Dateninkonsistenz, die zu einer Sicherheitsabschaltung führte. Nach dem Tausch dreier Sicherheitskarten wurde die Streckenzentrale nach zwei Stunden und 13 Minuten wieder hochgefahren. Es wurde eine Anweisung erlassen, solche Einsätze zu unterbinden.[17]
- Im Zusammenspiel von Fahrzeugodometrie und ETCS-Streckenzentrale wurde im Jahr 2019 in der Schweiz zwei Zügen irrtümlicherweise eine für sie nicht gültige Fahrterlaubnis erteilt.
- Am 18. Juni 2019 kam es zu einer Sicherheitsabschaltung der ETCS-Streckenzentrale Innsbruck, nachdem in Kirchberg in Tirol mehrere Güterwagen entgleist waren und u. a. ein Lichtwellenleiterkabel beschädigt hatten. Nachdem aufgrund von Wartungsarbeiten an der ETCS-Streckenzentrale Wien die Streckenzentrale Innsbruck zusätzlich deren Funktion mit übernommen hatte, war der ETCS-Betrieb auch im Raum Wien ebenfalls vorübergehend gestört. Während die ETCS-Streckenzentrale Wien umgehend wieder hochgefahren wurde und den Betrieb aufnehmen konnte, konnte die in Innsbruck erst nach dreieinhalb Stunden wieder schrittweise hochgefahren werden.[18]
- Im ersten Betriebsjahr der Neubaustrecke Wendlingen-Ulm gab es fünf Warmstarts des RBC. Infolge einer unzulässig großen Dämpfung an der ETCS-Fahrzeugausrüstung eines Zuges kam es zu einem Funkabriss beim ETCS-Einstieg bei Wendlingen, infolgedessen eine Kette von Effekten zum Warmstart des RBC führte. Infolgedessen wurden jeweils mehrere Züge auf der Strecke angehalten. Die unnötige Projektierung eines virtuellen Richtungsanzeigers wurde am 28. September 2023 entfernt, wodurch Warmstarts vermieden werden sollen.[19][20]

Die Zeitspanne zwischen fehlerbedingtem Warmstart eines RBC und der Wiederverfügbarkeit der Anlage beträgt auf den Strecken des Verkehrsprojekt Deutsche Einheit Nr. 8 etwa 20 Minuten.

## Sonstiges
Der Begriff RBC wird auch im Bereich von Communication-Based Train Control (CBTC) verwendet, das in Europa eher im städtischen Schienenverkehr verbreitet ist.